# Steve Bailey

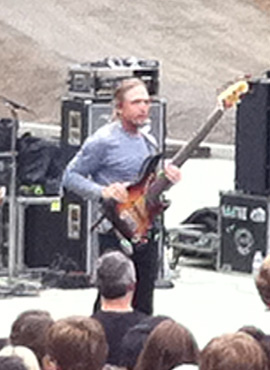
Steve Bailey

Steve Bailey, nacido el 10 de febrero de 1961, es un bajista norteamericano famoso por su trabajo con el bajo fretless de 6 cuerdas. Ha sido elegido como "Bajista del año" en 1994 y 1996. 
Steve Bailey empezó con el bajo a la edad de 12 años, directamente con el bajo fretless ("fretless": sin trastes). No solamente toca el bajo eléctrico, sino que también toca el contrabajo.
Se inició en su carrera musical tras escuchar a Stanley Clarke en el conjunto Return to Forever. Actualmente es profesor en la Universidad de Carolina del Norte en Wilmington. Como músico de estudio ha efectuado numerosas colaboraciones, entre ellas varios álbumes con el bajista Victor Wooten. Bailey y Wooten han creado "Bass At the Beach", un campamento para bajistas de todos los niveles. Steve Bailey es además un reconocido surfista

## Artistas asociados
Steve ha tocado con un gran número de artistas, incluyendo Victor Wooten en Bass Extremes, Paquito D'Rivera, Dizzy Gillespie, James Moody, Dave Liebman, Claudio Roditti, Michel Camilo, The Rippingtons, David Benoit, Jethro Tull, Lynyrd Skynyrd, Willie Nelson, Ray Price, Billy Joe Shaver, Larry Carlton, Emily Remler, Brandon Fields, Kitarō, Max Highstein, Tab Benoit, Johnny Witherspoon, Toni Price, Mel Tormé, Ernestine Anderson, Mark Murphy, John Patitucci, Billy Sheehan entre otros muchos.

## Instrumentos y equipos
Steve toca con amplificadores "Ampeg" y utiliza bajos personalizados de la firma japonesa Aria, así como un bajo fretless de seis cuerdas equipado con un par de pastillas de bobina doble "Basslines Humbuckers", con previo activo de 18V y de 3 bandas EQ, fabricado expresamente para él por Fender. Bailey usa cuerdas D'Addario EXLS510.
En la actualidad, Steve tiene Endorsement de Fender, y además de eso, ya posee un modelo signature de esta marca.

## Discografía
- Roberto Perera - Erotica (1981)
- Paquito D'Rivera - Taste of Paquito (1981) Paquito D'Rivera - Sabor de Paquito (1981)
- Starfighters - In-Flight Movie (1982) Starfighters - En la película durante el vuelo (1982)
- Compilation Album - Guitar Fire!: GRP Gold Encore Series (1983) Compilación Álbum - Guitarra Fuego!: GRP Oro Serie Encore (1983)
- Masi - Downtown Dreamers (1985) Masi - Centro Soñadores (1985)
- Max Highstein - Stars (1988) Max Highstein - Estrellas (1988)
- Compilation Album - GRP: On The Cutting Edge (1989) Compilación Álbum - GRP: en el filo (1989)
- Bryan Duncan - Strong Medicine (1989) Bryan Duncan - Medicina fuerte (1989)
- The Rippingtons - Tourist in Paradise (1989) The Rippingtons - Turista en el Paraíso (1989)
- Roberto Perera - Erotica: Enhanced CD (1990) Roberto Perera - Erótica: Mayor CD (1990)
- David Benoit - Inner Motion (1990) David Benoit - Movimiento interior (1990)
- Compilation Album - Just Friends: A Gathering in Tribute to Emily Remler (1990) Compilación Álbum - Sólo Amigos: Una reunión en tributo a Emily Remler (1990)
- Compilation Album - Just Friends: Tribute to Emily Remler , Vol. 2. (1990) Álbum de Compilación - Sólo Amigos: Tributo a Emily Remler, vol. 2 (1990)
- The Rippingtons - Welcome to St. James' Club (1990) The Rippingtons - Bienvenido a St. James' Club (1990)
- The Rippingtons - Curves Ahead (1991) The Rippingtons - Curvas Adelante (1991)
- Compilation Album - GRP Digital Sampler: On The Cutting Edge Álbum de Compilación - GRP Sampler digital: en el filo
- Compilation Album - Just Friends, Vol. 3: Tribute to Emily Remler (1991) Álbum de Compilación - Sólo Amigos, vol. 3: Homenaje a Emily Remler (1991)
- Harry Sheppard - This-A-Way That-A-Way (1991) Harry Sheppard - Este-Camino Ese-Camino (1991)
- Kilauea - Antigua Blue (1992) Kilauea - Antigua Azul (1992)
- Wendi Slaton - Back Here Again (1992) Wendi Slaton - Volver Aquí de nuevo (1992)
- Kitaro - Dream (1992) Kitaro - Sueño (1992)
- Compilation Album - GRP 10th Anniversary Collection (1992) Álbum de Compilación - Colección 10º Aniversario de GRP (1992)
- David Benoit - Letter to Evan (1992) David Benoit - Carta a Evan (1992)
- Robert Hicks - New Standard (1992) Robert Hicks - Nueva Norma (1992)
- Tab Benoit - Nice & Warm (1992) Ficha Benoit - Agradable & Tibio (1992)
- Harry Sheppard - Points of View (1992) Harry Sheppard - Puntos de Vista (1992)
- Kilauea - Spring Break (1992) Kilauea - Vacaciones de Primavera (1992)
- Kilauea and Daniel Ho - Tropical Pleasures (1992) Kilauea y Daniel Ho - Placeres tropicales (1992)
- The Rippingtons - Weekend in Monaco (1992) The Rippingtons - Fin de semana en Mónaco (1992)
- Steve Reid - Bamoboo Forest (1994) Steve Reid - Bosque de Bambú (1994)
- David Benoit - Shaken Not Stirred (1994) David Benoit - Agitado, no sacudido (1994)
- Tab Benoit - What I Live For (1994) Ficha Benoit - Para lo que yo vivo (1994)
- Kilauea and Daniel Ho - Diamond Collection (1995) Kilauea y Daniel Ho - Colección Diamante (1995)
- Compilation Album - GRP Christmas Collection, Vol. 2 (1995) Álbum de compilación - GRP Colección navideña, vol. 2 (1995)
- Russ Freeman - Holiday (1995) Russ Freeman - Feriado (1995)
- Jesse Dayton - Raisin' Cain (1995) Jesse Dayton - Raisin 'Cain (1995)
- David Rice - Released (1995) David Rice - Publicado (1995)
- Jeff Kashiwa - Remember Catalina (1995) Jeff Kashiwa - Recuerde a Catalina (1995)
- Jethro Tull - Roots to Branches (1995) Jethro Tull - Raíces a ramas (1995)
- Shaver - Highway of Life (1996) Shaver - Autopista de la vida (1996)
- Doug Cameron - Rendezvous (1996) Doug Cameron - Punto de encuentro (1996)
- Steve Reid - Water Sign (1996) Steve Reid - Signo de Agua (1996)
- The Rippingtons - Best of the Rippingtons (1997) The Rippingtons - Lo Mejor de la Rippingtons (1997)
- Steve Bailey and Victor Wooten - Bass Extremes Vol.  2 (1998) Steve Bailey y Victor Wooten - Bajos extremos vol. 2 (1998)
- Toni Price - Lowdown & Up (1999) Toni Price - Despreciable y más (1999)
- Robin Williamson - Old Fangled Tone (1999) Robin Williamson - viejo tono aplanado (1999)
- Victor Wooten - Yin-Yang (1999) Victor Wooten - Yin-Yang (1999)
- Ray Price - Prisoner of Love (2000) Ray Price - Prisionero de Amor (2000)
- Bobby Boyd - Honky Tonk Tree (2001) Bobby Boyd - Árbol Honky Tonk (2001)
- Bass Extremes - Just Add Water (2001) Bajos extremos - Sólo agregue agua (2001)
- Compilation Album - Leaflets, Vol. 1 (2001) Compilación Álbum - Folletos, vol. 1 (2001)
- Jessie Allen Cooper - Moment In Time (2002) Jessie Allen Cooper - Momento en el tiempo (2002)
- Mark Winkler - Garden of Earthly Delights: The Best of Mark Winkler (2003) Mark Winkler - Jardín de los encantos terrenales: Lo Mejor de Mark Winkler (2003)
- Victor Wooten - Soul Circus (2005) Victor Wooten - Circo del Alma (2005)

Fuente: http://www.stevebaileybass.com/

## Libros
Steve es el autor de varias series de libros didácticos para bajo.
- Rock Bass (Steve Bailey Bass Guitar Series) (1991)
- Advanced Rock Bass (Steve Baily Bass Guitar Series) (1991)
- Five String Bass (Steve Bailey Bass Guitar Series) (1991)
- Six String Bass (Steve Bailey Bass Guitar Series) (1991)
- Fretless Bass
- Bass Extremes (1993) por Steve Bailey y Victor Wooten

## Videos
- Fretless Bass
- Bass Extremes: Live (1994) (Warner Bros.)

- Datos: Q329132